# Occimiano
Occimiano je italská obec v provincii Alessandria v oblasti Piemont.
K 31. prosinci 2010 zde žilo 1 380 obyvatel.

## Sousední obce
Borgo San Martino, Casale Monferrato, Conzano, Giarole, Lu, Mirabello Monferrato, Pomaro Monferrato